# Чеченское искусство

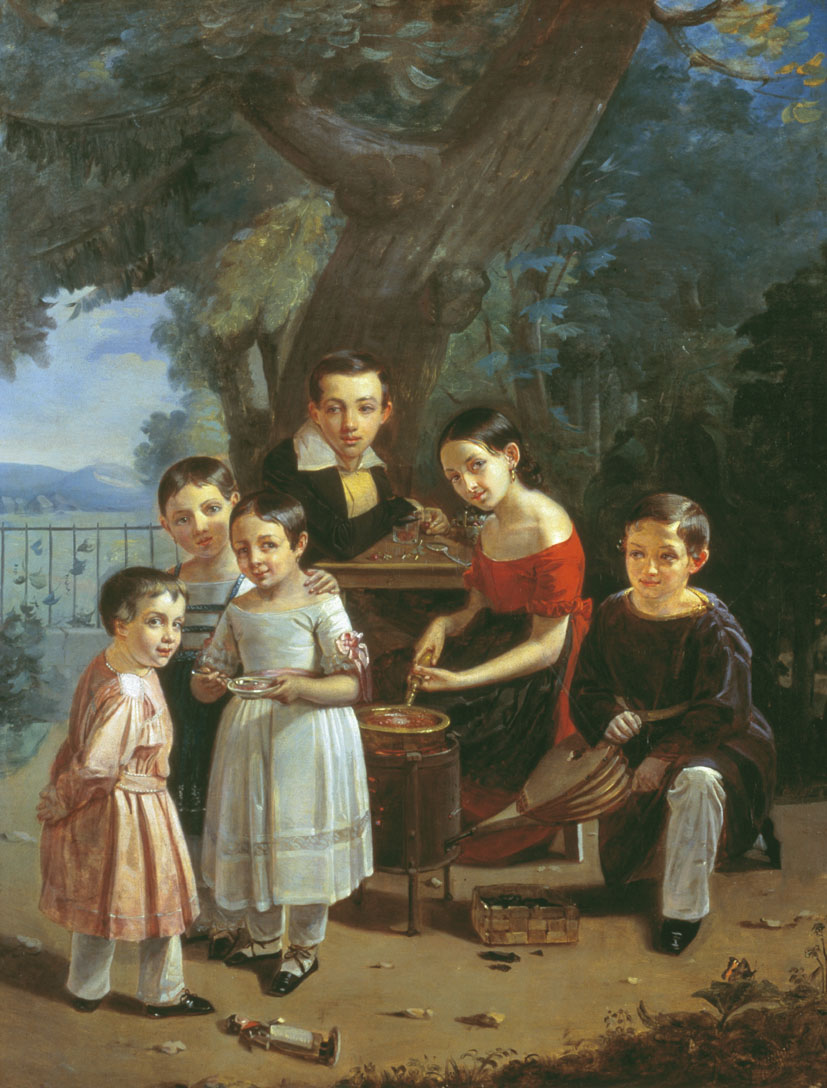
Пётр Захаров-Чеченец. Портрет детей П. Н. Ермолова

Чеченское искусство — это историческая и современная форма искусства, представляющая Чеченскую Республику. Этот вид искусства является частью культурного наследия Чечни, демонстрирующую её глубокую историю. Сформировавшись ещё столетия назад, корни чеченского искусства уходят к раннему бронзовому веку. Чеченцы использовали искусство для выражения своей культуры, религии и обычаев. Важным посланием этого искусства, являются религиозные верования чеченцев, особенно в их ритуалах и легендах. Как и во многих других древних культурах, чеченское искусство представлено символами, идеализирующими их повседневную жизнь такие как охота, земледелие и обычаи.

## История
Независимо от того, рассматриваем ли мы чеченское искусство бронзового века или современное чеченское искусство, в нём по-прежнему ощущается сильное влияние востока. При археологических раскопках, связанных с эпохой раннего бронзового века были найдены керамические, бронзовые и металлические изделия, представляющие древнее искусство. Чеченцы вырезали к примеру символы на керамике, в основном животных и эти предметы искусства затем использовались в ритуалах. Существуют другие предметы искусства, связанные как с бронзовым веком, так и с средневековьем. Живопись стала занимать большую роль в чеченском искусстве в двадцатых годах 20-го века. Выдающимися чеченскими художниками было создано очень много картин, которые наряду с археологическими находками были выставлены в Национальном музее Чеченской Республики, около 3270 работ из них 950 картин. В результате Первой чеченской войны, большая часть произведений искусства музея была уничтожена, удалось спасти около 100 картин. С тех пор ведется усиленная работа искусствоведов, историков, деятелей культуры, руководства Чеченской Республики и также граждан республики по восстановлению былой славы музея.

## Галерея

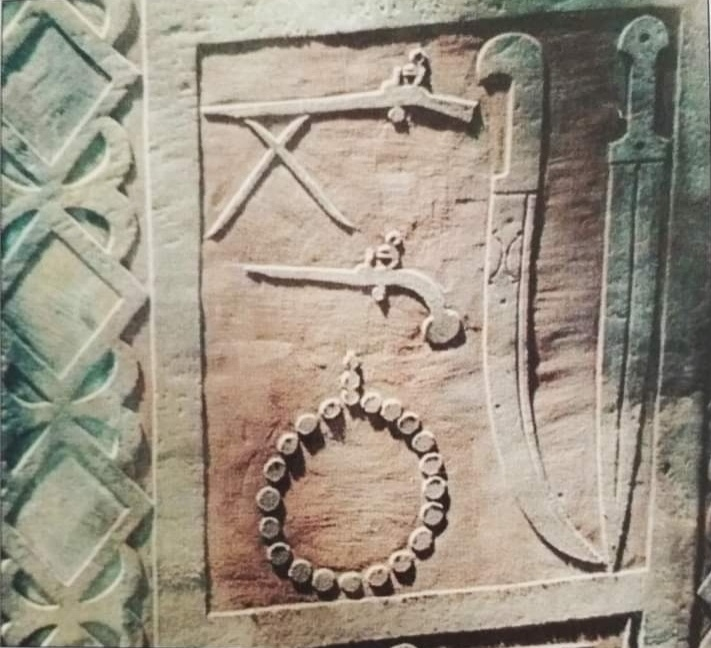
Могильная плита украшена орнаментом, 1841
Резная деревянная перегородка украшена петроглифами и орнаментом в Терти.
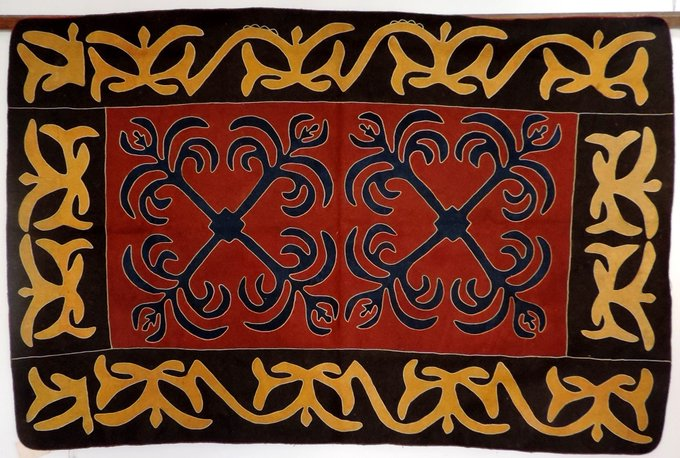
Истанг — традиционный чеченский войлочный ковёр.
Чеченский художник Лечи Шамсутдинович Абаев. Высоцкий, Владимир Семёнович, 1985.

## Чеченские художники

Арби Рассуханов. Портрет женщины

Петр Захаров был первым известным художником в чеченском искусстве, который был очень популярен в 1800-х годах. Он стал популярен благодаря своим работам в области портретов, написав картины многих знаменитостей России. Одним из ведущих чеченских художников и живописцев является Рассуханов, Арби Абдулкаримович, талантливый колорист, который работал в жанрах пейзажа, портрета и сюжетно-тематических произведений, посвященных Кавказу. Другим известным чеченским художником является Аманди Асуханов, известный своими пейзажами конца 1900-х годов. Замир Юшаев является более поздним представителем чеченского искусства, он работает в жанре сюрреализма. Одним из ведущих художников Чеченской Республики является Лечи Шамсутдинович Абаев, полотна которого отличаются высоким  профессионализмом и оригинальностью.